# Heinz Starke
Heinz Starke (ur. 27 lutego 1911 w Schweidnitz (obecnie Świdnica), zm. 31 stycznia 2001 w Bonn) – niemiecki polityk, działacz Wolnej Partii Demokratycznej (FDP), a następnie Unii Chrześcijańsko-Społecznej (CSU), poseł do Bundestagu, minister finansów w latach 1961–1962.

## Życiorys[1]
W 1931 roku ukończył studia prawnicze. W 1935 doktoryzował się na Uniwersytecie Friedricha Schillera w Jenie. W latach 1953–1980 Starke był posłem do Bundestagu. Od 1965 do 1967 był wiceprzewodniczącym grupy parlamentarnej FDP. 
9 października 1970 wstąpił do grupy parlamentarnej CDU/CSU w proteście przeciwko polityce zagranicznej koalicji socjalliberalnej.
Po wyborach do Bundestagu w 1961 został mianowany federalnym ministrem finansów w rządzie federalnym kierowanym przez kanclerza Konrada Adenauera.
Był także posłem do Parlamentu Europejskiego w latach 1958–1961 i 1963–1979.
Odznaczony Bawarskim Orderem Zasługi (1964) oraz 
Krzyżem Wielkim Orderu Zasługi Republiki Federalnej Niemiec (1973).